# Psychotria gyrulosa
Psychotria gyrulosa är en måreväxtart som beskrevs av Otto Stapf. Psychotria gyrulosa ingår i släktet Psychotria och familjen måreväxter. Inga underarter finns listade i Catalogue of Life.